# Élections législatives indiennes de 2014
Des élections législatives ont lieu en Inde du 7 avril au 12 mai 2014 afin d'élire pour cinq ans la XVIe législature (en) de la Lok Sabha, la chambre basse du Parlement de l'Inde. Le dépouillement a lieu le 16 mai 2014.
Le corps électoral compte plus de 814 millions d'électeurs, ce qui en fait les plus importantes élections démocratiques jamais organisées. Avec 551 millions de votants, la participation s'élève à 66,38 %, soit la plus élevée depuis l'Indépendance de l'Inde. 
Le Bharatiya Janata Party (BJP), dont le candidat est Narendra Modi, remporte une large victoire et la majorité absolue des sièges. Il met ainsi fin à dix années de gouvernement du Congrès national indien et de l'Alliance progressiste unie (UPA). Le Congrès, dont la campagne est dirigée par Rahul Gandhi, réalise le pire résultat de son histoire avec seulement 44 sièges.

## Contexte

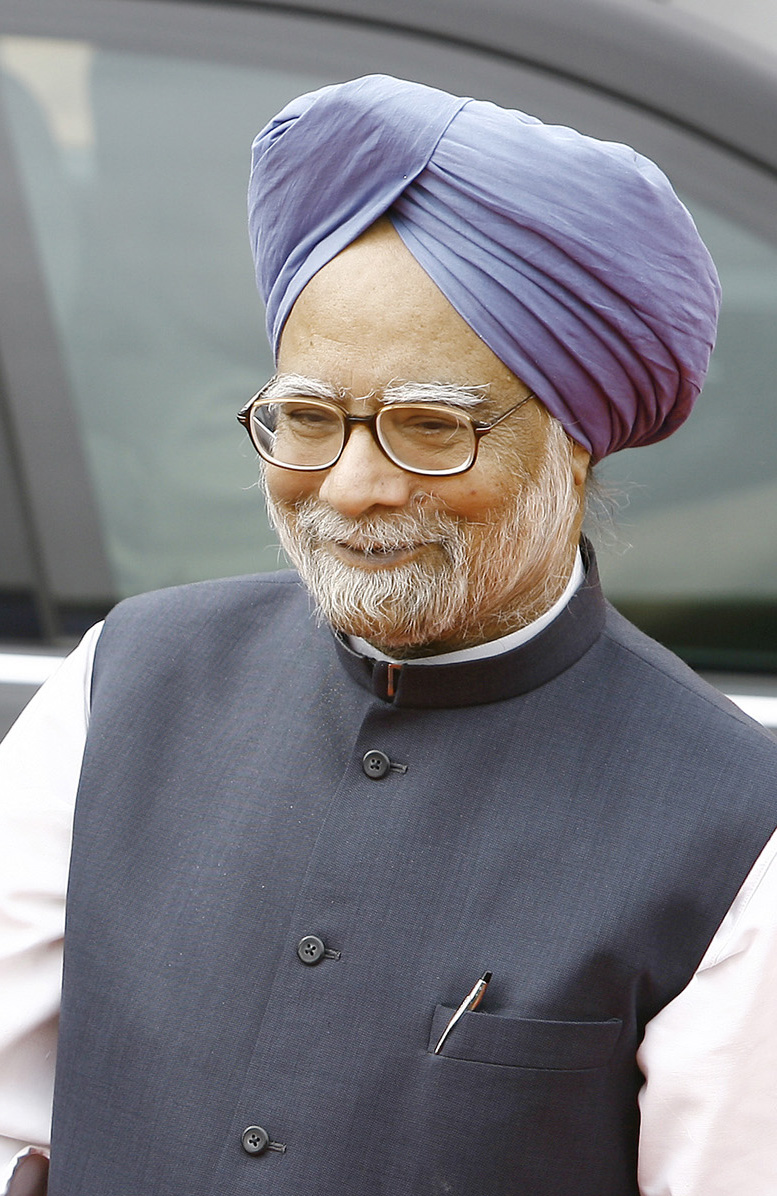
Manmohan Singh, Premier ministre de l'Inde depuis 2004.

En 2009, le gouvernement de Manmohan Singh a été réélu pour un second mandat. Il s'appuie sur une coalition de centre-gauche, l'Alliance progressiste unie, réunie autour du Congrès.
Depuis, le gouvernement a essuyé plusieurs scandales de corruption et est accusé de mal gérer le ralentissement de la croissance et la hausse des prix, de sorte que l'opposition fait figure de favorite pour ces élections.
Le principal parti d'opposition, le Bharatiya Janata Party, malgré des défaites aux élections locales en Uttarakhand, en Himachal Pradesh et au Karnataka, a en effet été élu à Goa et au Rajasthan, réélu au Gujarat, au Madhya Pradesh et au Chhattisgarh et est arrivé en tête à Delhi. Ces victoires ont été en partie attribuées à la popularité de Narendra Modi, le ministre-en-chef du Gujarat. Par ailleurs, le mouvement anti-corruption mené par Anna Hazare a gagné en importance, débouchant même sur la création d'un nouveau parti, le Aam Aadmi Party, concurrençant le Congrès.
En 2013, le gouvernement a annoncé la création de l'État du Telangana par une scission de l'Andhra Pradesh. Cette décision, intervenue après une longue agitation au Telangana, a fait perdre certains soutiens au Congrès dans le reste de l'État.

## Organisation

### Mode de scrutin
La Lok Sabha, chambre basse du Parlement de l'Inde, est élue pour un mandat de cinq ans mais peut être  dissoute plus tôt par le président de l'Inde. La XVe législature a débuté le 1er juin 2009 et s'achève le 31 mai 2014.
Les élections se tiennent au scrutin uninominal majoritaire à un tour : dans chaque circonscription, est élu le candidat ayant rassemblé le plus grand nombre de voix, quel que soit son score. Il y a 543 circonscriptions, dont 84 sont réservées pour des candidats des castes répertoriées (Dalits) et 47 pour des candidats des tribus répertoriées (Adivasis).
À la suite d'une décision de la Cour suprême, les électeurs ont également la possibilité de ne choisir aucun candidat en votant None Of The Above.

### Corps électoral
814,5 millions d'Indiens sont inscrits sur les listes électorales pour ces élections, soit plus de 100 millions de plus que pour les élections précédentes. 
Pour la première fois, les personnes transgenre ont pu être inscrites sur les listes en indiquant comme sexe « Autre ». Pour la première fois également, les Indiens vivant à l'étranger ont pu s'inscrire pour voter.
La Commission électorale indienne tient les listes électorales à jour sur son site internet et propose également aux électeurs de vérifier leur inscription par SMS. La Commission organise également des « camps spéciaux » à l'emplacement de chaque bureau de vote le 9 mars 2014 pour permettre aux citoyens non inscrits de s'inscrire. Enfin, des agents sont chargés de dresser des listes de personnes absentes, décédées ou ayant déménagé et de les communiquer aux présidents de bureaux de vote avant le jour du scrutin.

### Calendrier

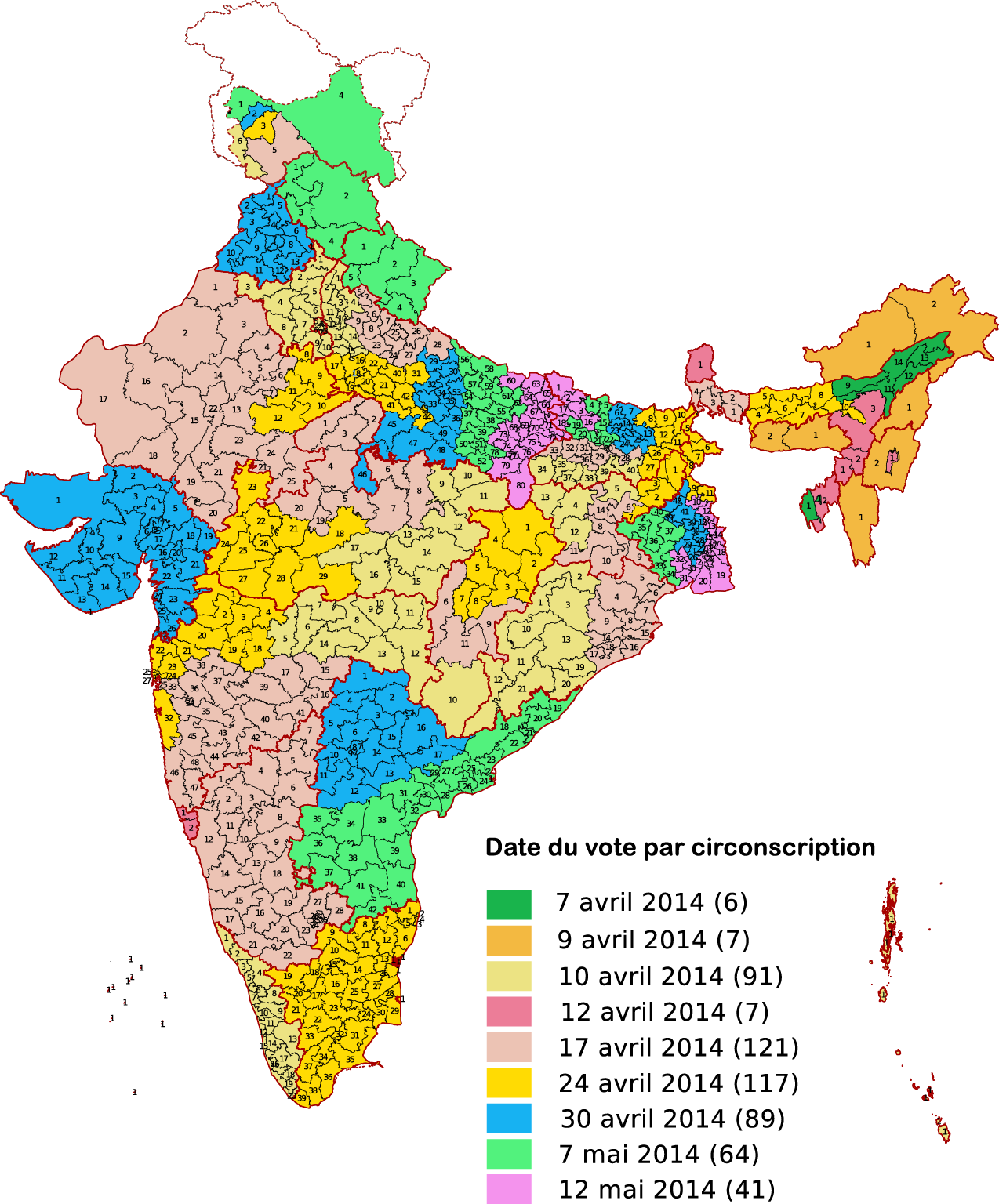
Date du vote par circonscription.

La Commission électorale indienne fixe le calendrier des élections. Celles-ci se déroulent en neuf phases, du 7 avril au 12 mai 2014. Le dépouillement a lieu le 16 mai 2014 et les résultats sont annoncés dans la foulée,.
| Jour de vote  | États concernés | Circonscriptions |
| ------------- | --- | ---------------- |
| 7 avril 2014  | Assam (en partie), Tripura (en partie) | 6                |
| 9 avril 2014  | Arunachal Pradesh, Manipur (en partie), Meghalaya, Mizoram, Nagaland | 7                |
| 10 avril 2014 | Bihar (en partie), Chhattisgarh (en partie), Haryana, Jammu-et-Cachemire (en partie), Jharkhand (en partie), Kerala, Madhya Pradesh (en partie), Maharashtra (en partie), Odisha (en partie), Uttar Pradesh (en partie), Îles Andaman-et-Nicobar, Chandigarh, Lakshadweep, Delhi              | 91               |
| 12 avril 2014 | Assam (en partie), Goa, Sikkim, Tripura (en partie) | 7                |
| 17 avril 2014 | Bihar (en partie), Chhattisgarh (en partie), Jammu-et-Cachemire (en partie), Jharkhand (en partie), Karnataka, Madhya Pradesh (en partie), Maharashtra (en partie), Manipur (en partie), Odisha (en partie), Rajasthan (en partie), Uttar Pradesh (en partie), Bengale-Occidental (en partie) | 121              |
| 24 avril 2014 | Assam (en partie), Bihar (en partie), Chhattisgarh (en partie), Jammu-et-Cachemire (en partie), Jharkhand (en partie), Madhya Pradesh (en partie), Maharashtra (en partie), Rajasthan (en partie), Tamil Nadu, Uttar Pradesh (en partie), Bengale-Occidental (en partie), Pondichéry          | 117              |
| 30 avril 2014 | Andhra Pradesh (en partie), Bihar (en partie), Gujarat, Jammu-et-Cachemire (en partie), Pendjab, Uttar Pradesh (en partie), Bengale-Occidental (en partie), Dadra et Nagar Haveli, Daman et Diu                                                                                               | 89               |
| 7 mai 2014    | Andhra Pradesh (en partie), Bihar (en partie), Himachal Pradesh, Jammu-et-Cachemire (en partie), Uttar Pradesh (en partie), Uttarakhand, Bengale-Occidental (en partie) | 64               |
| 12 mai 2014   | Bihar (en partie), Uttar Pradesh (en partie), Bengale-Occidental (en partie) | 41               |
| 16 mai 2014   | Dépouillement | Dépouillement    |

### Logistique
Il existe environ 930 000 bureaux de vote à travers le pays, une augmentation de 12 % par rapport aux dernières élections. Comme en 2004 et 2009, tous les bureaux sont équipés de machine à voter électroniques. Avant et après le scrutin, les machines à voter sont transportées sous escorte militaire et stockées dans des lieux sécurisés.
Les listes électorales disponibles dans chaque bureau comportent les photos d'identité des électeurs et 96 % des électeurs disposent d'une carte d'identité électorale avec photo,.
Au total, 12 millions de personnes sont chargées d'assurer la sécurité du scrutin.

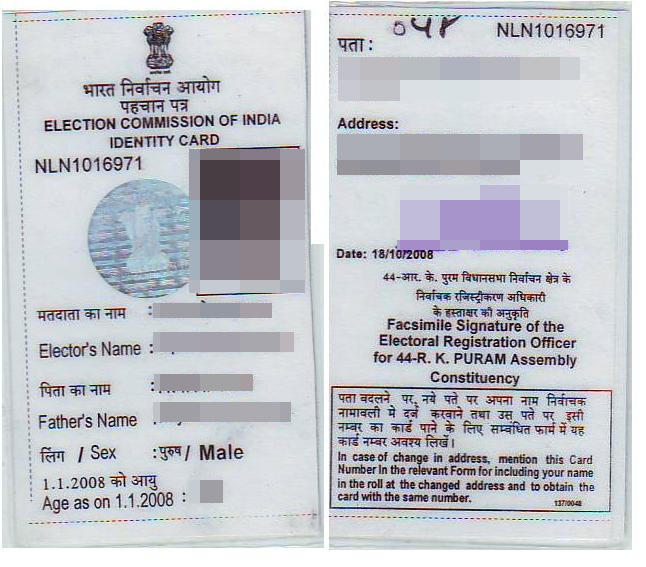
Carte d'identité électorale avec photo délivrée par la Commission électorale.
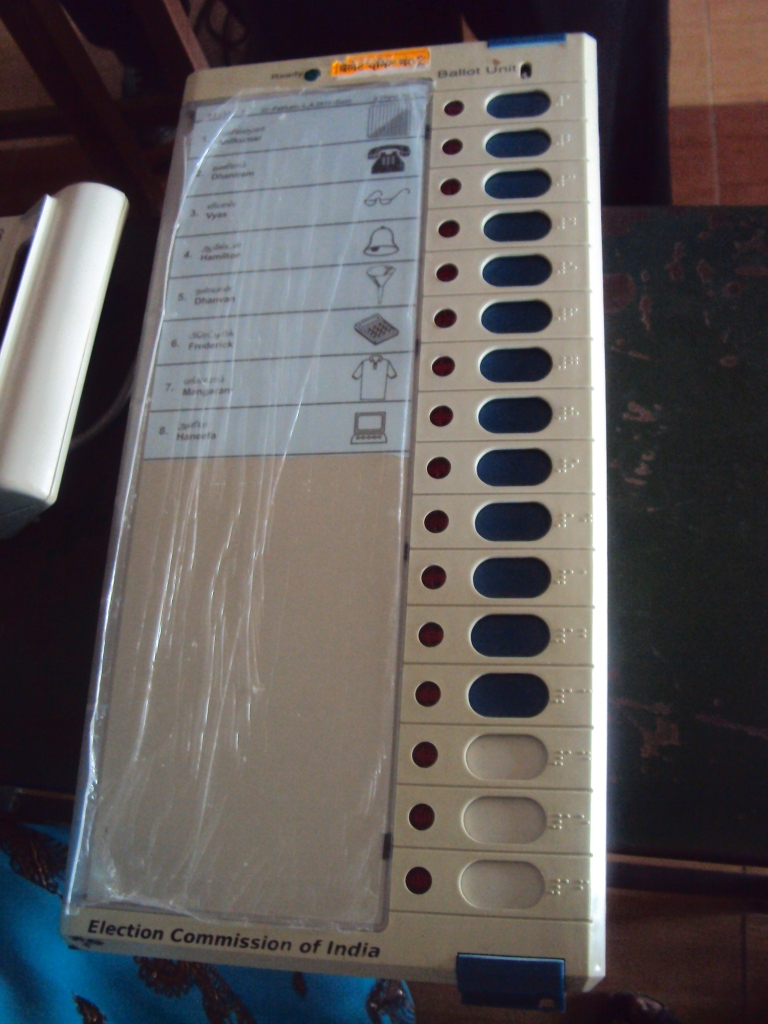
Liste des candidats sur une machine à voter. Chaque parti est représenté par un symbole électoral, et par un numéro en braille[11].
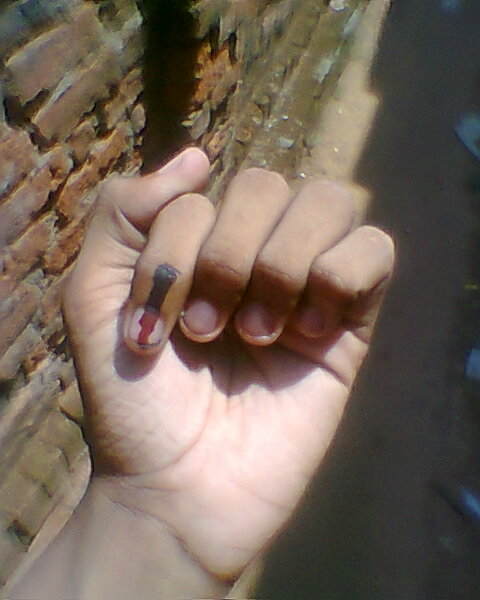
Pour empêcher les votes multiples, l'index de chaque électeur est marqué à l'encre après son vote.

### Financement
Selon une étude du Centre for Media Studies, les candidats pourraient dépenser jusqu'à 30 500 crore de roupies en frais de campagne, soit environ 5 milliards de dollars, le triple du coût des élections de 2009. Ce chiffre en ferait les deuxièmes élections les plus couteuses du monde derrière l'élection présidentielle américaine de 2012 durant laquelle les candidats avaient dépensé 7 milliards de dollars. La commission électorale s'inquiète de dépenses trop importantes ou illégales pendant la campagne. La loi autorise chaque candidat à dépenser 70 lakh ₹ par circonscription, mais les dépenses réelles seraient dix fois plus importantes.
Par ailleurs, l'organisation des élections devrait coûter 3 500 crore ₹ au Trésor public indien.

## Coalitions et candidats
Depuis les années 1990, le développement de nombreux partis politiques régionaux a rendu quasiment impossible pour un seul parti d'obtenir à lui seul la majorité des sièges à la Lok Sabha. Les principaux partis forment donc des coalitions avant les élections, toutefois ces coalitions évoluent fréquemment y compris pendant les élections, entre les élections et le dépouillement ou après le résultat connu.

### Alliance progressiste unie
| | Alliance progressiste unie (UPA) Rahul Gandhi, leader de la campagne |
| - Congrès national indien - Indian Union Muslim League - Jammu & Kashmir National Conference - Jharkhand Mukti Morcha - Kerala Congress (M) - Parti du congrès nationaliste - Rashtriya Janata Dal - Rashtriya Lok Dal - Revolutionary Socialist Party - Socialist Janata (Democratic) |                                                                      |

L'Alliance progressiste unie (UPA) est une coalition de centre gauche autour du Congrès national indien dirigé par Sonia Gandhi. Elle est au pouvoir depuis 2004 sous la direction du Premier ministre Manmohan Singh. L'UPA a été fragilisée pendant le dernier mandat par différents scandales de corruption, une économie moins dynamique qu'avant et le départ de plusieurs partis de la coalition, notamment le Trinamool Congress et le DMK. 
Lors d'une conférence de presse début 2014, Manmohan Singh a déclaré qu'il ne se représenterait pas pour un troisième mandat. Rahul Gandhi, héritier de la famille Nehru-Gandhi et récemment nommé vice-président du Congrès, est le leader de la campagne mais le Congrès a indiqué qu'il ne nommerait pas officiellement de candidat au poste de Premier ministre avant le scrutin. Rahul Gandhi a notamment instauré un système de primaires pour choisir les candidats de certaines circonscriptions.
Dans son programme électoral, dévoilé le 26 mars 2014, le Congrès promet notamment d'instaurer un « droit à la santé » en doublant les dépenses de santé, de protéger les droits des femmes et des minorités ou de créer 100 millions d'emplois pour les jeunes.

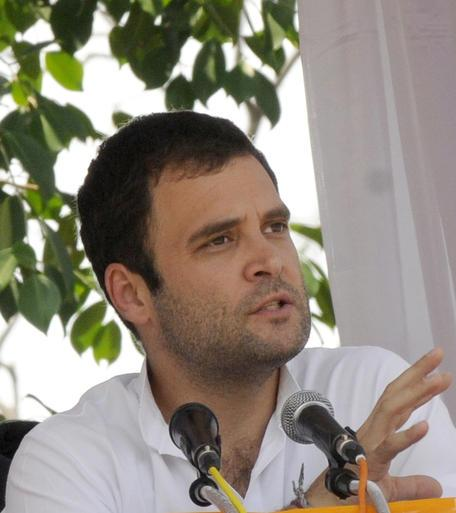
Rahul Gandhi, leader de la campagne de l'UPA.
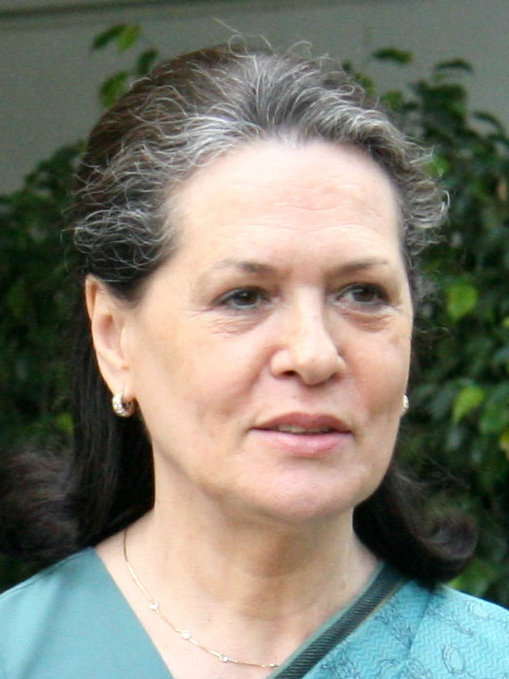
Sonia Gandhi, présidente du Congrès.
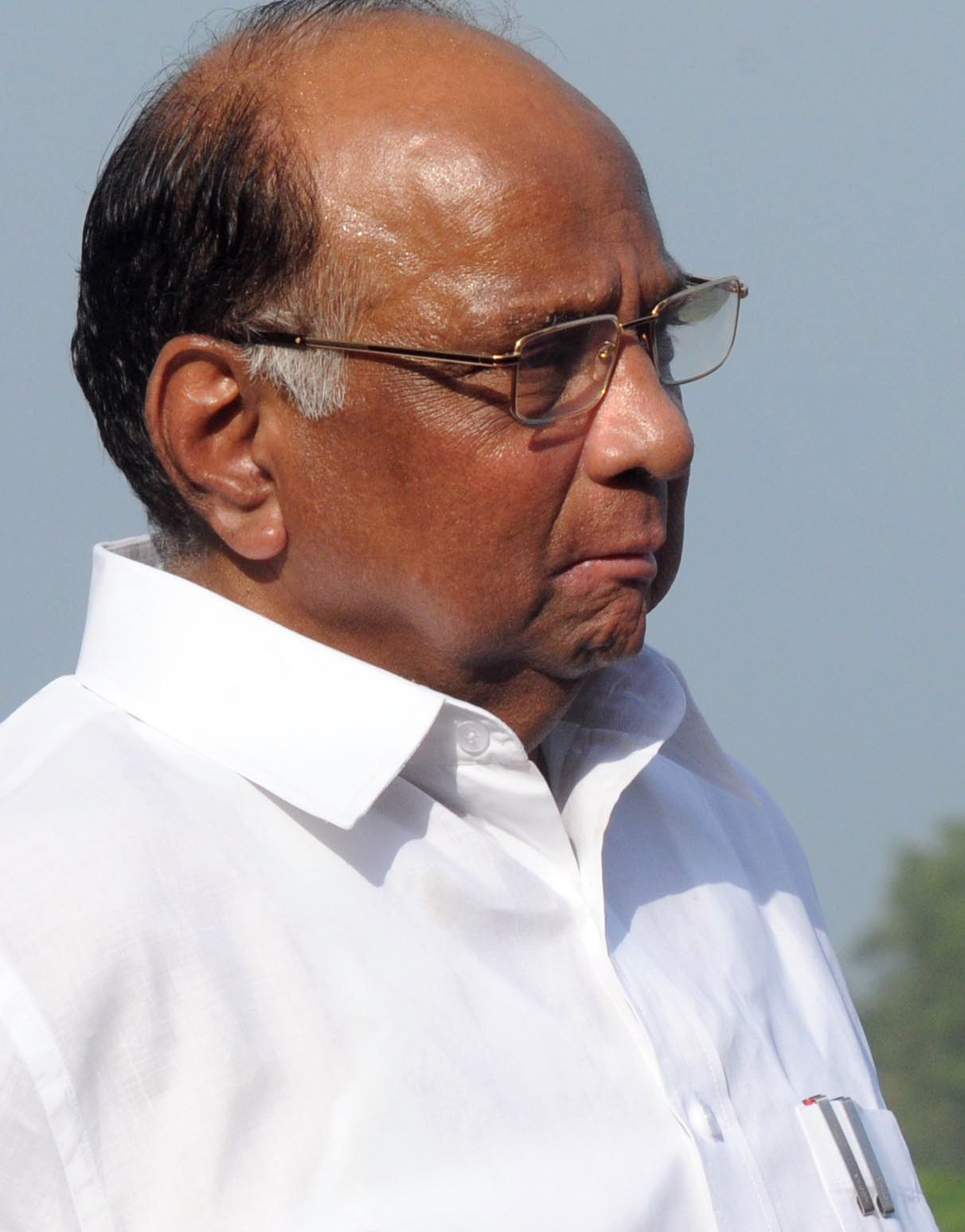
Sharad Pawar, président du NCP.

### Alliance nationale démocratique
| | Alliance démocratique nationale (NDA) Narendra Modi, candidat au poste de Premier ministre |
| - Bharatiya Janata Party - All India N.R. Congress - Apna Dal - Desiya Murpokku Dravida Kazhagam - Haryana Janhit Congress - Indhiya Jananayaga Katchi - Kerala Congress (Nationalist) - Kongunadu Makkal Desia Katchi - Lok Janshakti Party - Lok Satta Party - Marumalarchi Dravida Munnetra Kazhagam - Naga People's Front - National People's Party - Pattali Makkal Katchi - Rashtriya Lok Samata Party - Rashtriya Samaj Paksha - Republican Party of India (Athvale) - Revolutionary Socialist Party of Kerala (Bolshevik) - Shiromani Akali Dal - Shiv Sena - Swabhimani Paksha - Telugu Desam Party |                                                                                            |

L'Alliance démocratique nationale (NDA) est une coalition formée autour du parti nationaliste hindou Bharatiya Janata Party (BJP) qui fut au pouvoir de 1998 à 2004 quand Atal Bihari Vajpayee était Premier ministre. 
Narendra Modi, réélu ministre en chef du Gujarat en 2012, faisait depuis longtemps figure de favori pour être le candidat du BJP. Il a été nommé directeur de la campagne du BJP en juin 2013 avant que sa candidature ne soit officialisée le 13 septembre 2013 par le bureau parlementaire du parti. Il reste toutefois un personnage controversé, notamment en raison de son rôle lors des violences anti-musulmans de 2002 au Gujarat.
Ainsi, alors que le gouvernement Vajpayee était considéré comme modéré, le programme du BJP dévoilé le 7 avril 2014 est plus radical, prévoyant notamment la construction d'un temple hindou à Ayodhya — où la destruction d'une mosquée en 1992 avait provoqué un grave conflit inter-communautaire — ou la fin du droit civil personnel des minorités. Le BJP axe toutefois sa campagne sur le développement, prenant en modèle la réussite économique de l'État du Gujarat. 

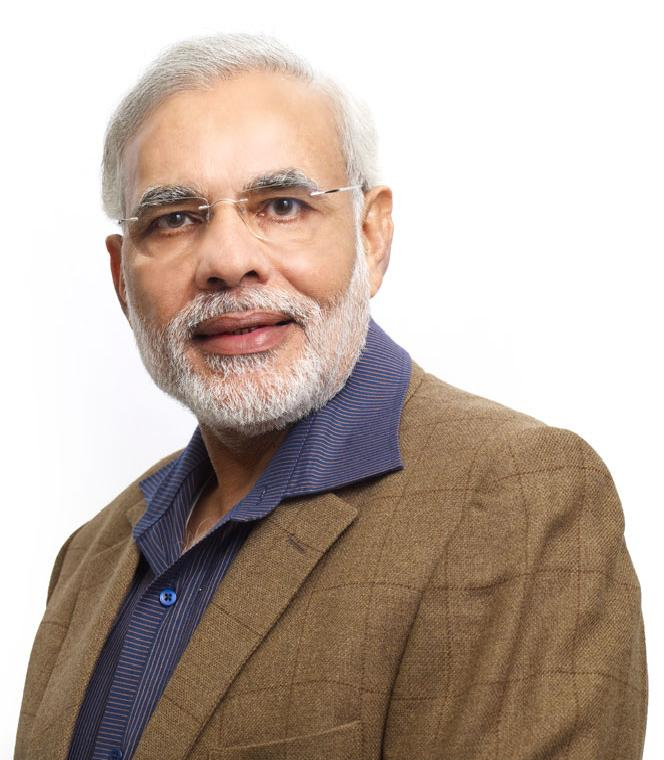
Narendra Modi, candidat au poste de Premier ministre.
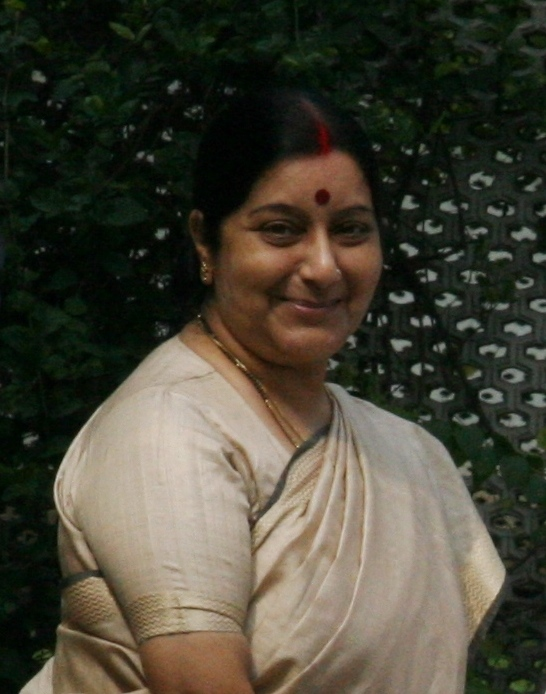
Sushma Swaraj, leader de l'Opposition au sein de la Lok Sabha.
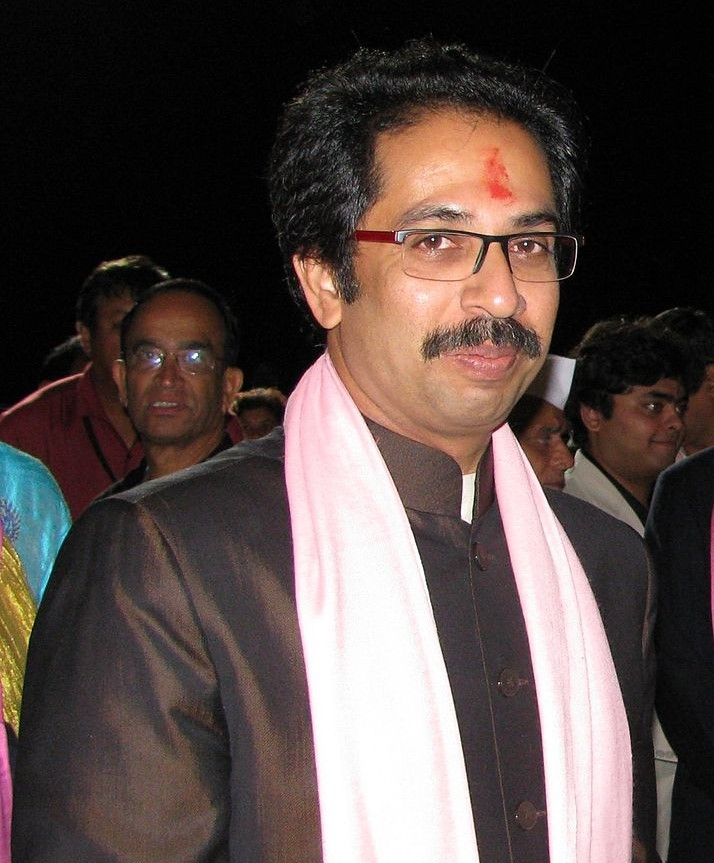
Uddhav Thackeray, leader du Shiv Sena.
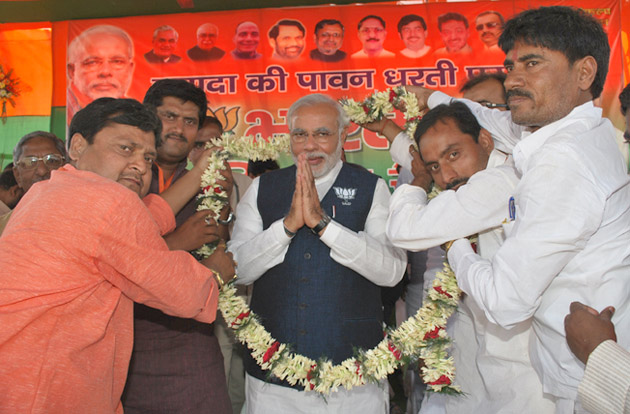
Narendra Modi lors d'un meeting dans le Bihar.
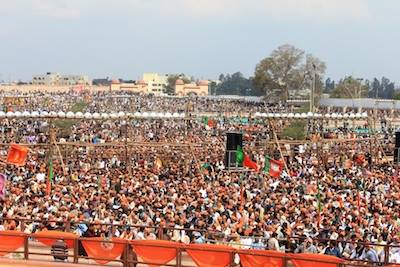
Meeting du BJP à Lucknow.

### Troisième Front
|                                                                | Front de gauche |
| - Parti communiste d'Inde (marxiste) - Parti communiste d'Inde |                 |

Le 25 février 2014, une douzaine de partis régionaux et laïcs autour du Parti communiste d'Inde (marxiste) (PCI(M)) ont annoncé former la base d'un possible Troisième Front alternatif à l'UPA et la NDA, sans toutefois nommer de candidat au poste de Premier ministre.
Toutefois, l'Asom Gana Parishad et le Biju Janata Dal annoncent continuer à négocier une alliance avec la NDA alors que Jayalalithaa, ministre en chef du Tamil Nadu et dont le parti l'AIADMK a rejoint la coalition, en est rapidement exclue à la suite d'un désaccord sur le partage des sièges. 
Ainsi, pour le secrétaire général du PCI(M) Prakash Karat, un véritable Troisième Front ne pourra émerger qu'après les résultats connus. Il pourrait être formé avec le soutien du Samajwadi Party.
Finalement, le PCI(M) s'allie avec le PCI, dans la plupart des États, notamment le Bengale-Occidental et le Kerala, mais ne parvient pas à trouver de terrain d'entente en Andhra Pradesh. Son slogan est « Rejetez le Congrès, battez le BJP ».

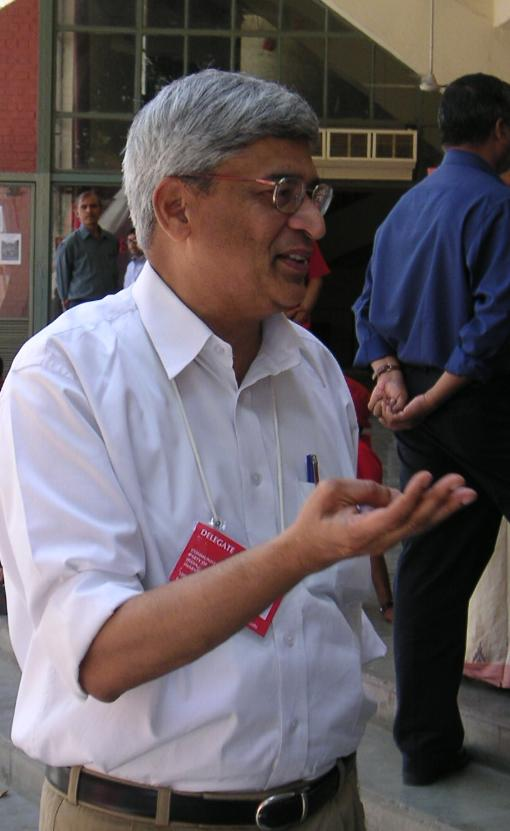
Prakash Karat, secrétaire général du Parti communiste d'Inde (marxiste).

### Aam Aadmi Party
Le Aam Aadmi Party (« Parti de l'homme ordinaire », AAP) a été fondé par Arvind Kejriwal en 2011 à la suite de l'important mouvement anti-corruption qui a traversé le pays. En 2013, il réussit une percée aux élections dans le territoire de Delhi et forme le gouvernement pendant quelques semaines.
L'AAP présente des candidats dans plusieurs États et son leader, Kejriwal, affronte Narendra Modi dans la circonscription de Varanasi. Le parti dénonce notamment les liens de Modi avec le milieu des affaires.

### Partis régionaux
D'importants partis régionaux ont décidé de ne rejoindre aucune coalition.
Au Tamil Nadu, la ministre en chef Jayalalithaa, après avoir tenté de rejoindre un Troisième Front, a décidé que son parti l'AIADMK se présenterait dans l'ensemble des circonscriptions de l'État. 
En Uttar Pradesh, Mayawati, leader du Bahujan Samaj Party, annonce que son parti se présente dans toutes les circonscriptions de l'État avec l'objectif d'empêcher la NDA de former un gouvernement. Le Samajwadi Party se présente également seul mais pourrait soutenir un gouvernement de Troisième Front.
Au Bengale-Occidental, la ministre en chef Mamata Banerjee du Trinamool Congress, annonce que son parti — qui a quitté le gouvernement UPA quelques mois auparavant — se présente dans toutes les circonscriptions de l'État sans alliance pour la première fois.
Le Janata Dal (United), au pouvoir au Bihar, quitte la NDA après la désignation de Narendra Modi comme candidat. Au Sikkim, le député sortant du Sikkim Democratic Front se représente dans l'unique circonscription de l'État. Naveen Patnaik, du Biju Janata Dal au pouvoir en Odisha, se présente comme « équidistant du Congrès et du BJP ». 

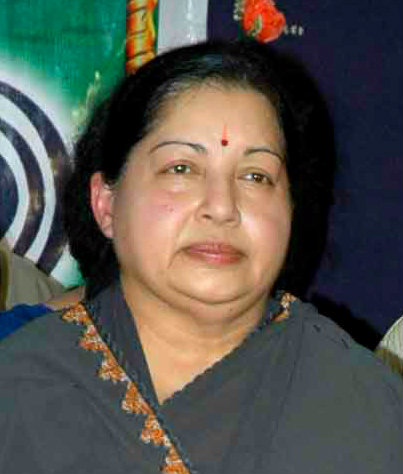
Jayalalithaa, leader de l'AIADMK (Tamil Nadu).
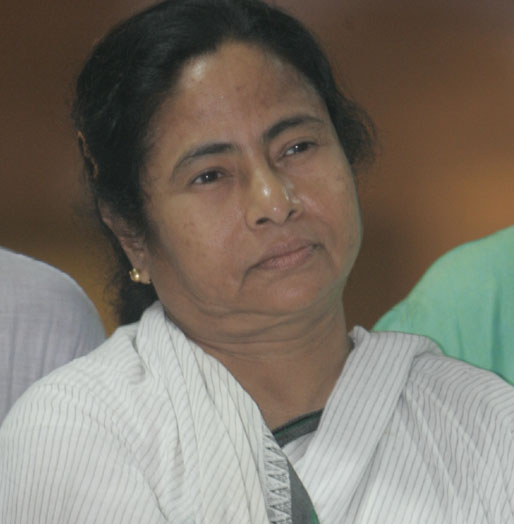
Mamata Banerjee, leader du Trinamool Congress (Bengale-Occidental).
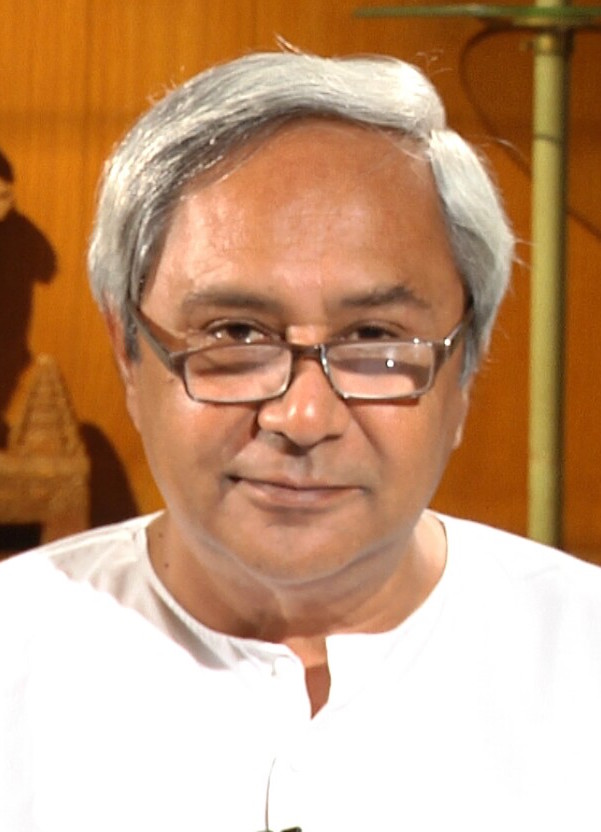
Naveen Patnaik, leader du Biju Janata Dal (Odisha).

## Sondages
| Source                              | Date de réalisation        |         |         |         |         |                 |                 |         |         |
| Source                              | Date de réalisation        | UPA     | UPA     | NDA     | NDA     | Front de Gauche | Front de Gauche | Autres  | Autres  |
| Source                              | Date de réalisation        | Voix    | Sièges  | Voix    | Sièges  | Voix            | Sièges          | Voix    | Sièges  |
| Élections 2009                      | Élections 2009             | 37,22 % | 262     | 24,63 % | 159     | 21,15 %         | 79              | 11,65 % | 43      |
| Times Now-CVoter                    | Janvier-mars 2013          |         | 128     |         | 184     |                 |                 |         | 166     |
| Headlines Today-CVoter              | Mai 2013                   | 37 %    | 128     | 25 %    | 179     |                 |                 | 38 %    | 185     |
| The Week Magazine                   | Mai 2013                   | 31,7 %  | 184     | 26,7 %  | 197     |                 |                 | 41,6 %  | 162     |
| IBN/CNN-The Hindu                   | Juillet 2013               | 29 %    | 149-157 | 29 %    | 172-180 | 6 %             | 22-28           | 36 %    | 179-195 |
| India TV-CVoter                     | Juillet 2013               | 28 %    | 136     | 31 %    | 156     | 22 %            | 129             | 19 %    | 122     |
| India TV-CVoter                     | Octobre 2013               | 27 %    | 117     | 35 %    | 186     |                 | 72              | 38 %    | 168     |
| IBN/CNN, The Week and CSDS Pre-Poll | Octobre 2013               |         | 134-142 |         | 187-195 |                 |                 |         | 208-216 |
| India Today-CVoter                  | Décembre 2013-janvier 2014 | 23 %    | 103     | 34 %    | 212     |                 |                 | 43 %    | 228     |
| ABP News-Nielsen                    | Décembre 2013-janvier 2014 | 23 %    | 101     | 31 %    | 226     | 5 %             | 30              | 41 %    | 186     |
| CNN-IBN-Lokniti-CSDS                | Janvier 2014               | 28 %    | 107-127 | 36 %    | 211-231 | 4 %             | 15-23           | 32 %    | 182-190 |
| Times Now-India TV-CVoter           | Janvier-février 2014       |         | 101     |         | 227     |                 |                 |         | 215     |
| ABP News-Nielsen                    | Février 2014               | 24 %    | 92      | 31 %    | 236     | 5 %             | 29              | 40 %    | 186     |
| CNN-IBN-Lokniti-CSDS                | Février 2014               | 29 %    | 119-139 | 36 %    | 212-232 | 3 %             | 1-23            | 32 %    | 104-170 |
| NDTV-Hansa GCR                      | Mars 2014                  |         | 126     |         | 229     |                 | 55              |         | 130     |

### Sondages sortie des urnes
| Source                |         |         |        |         |
| UPA                   | NDA     | AAP     | Autres |         |
| AAJ TAK               | 110-120 | 261-283 |        | 150-162 |
| CNN-IBN               | 92-102  | 270-282 | 3-7    | 61-79   |
| India TV              | 101     | 289     | 5      | 148     |
| News X                | 101     | 289     |        | 153     |
| Times Now             | 148     | 249     |        | 146     |
| ABP News              | 97      | 281     | 4      | 161     |
| NDTV – Hansa Research | 103     | 279     |        | 161     |

## Résultats
Le BJP remporte 282 sièges : c'est la première fois qu'un parti obtient seul la majorité absolue depuis les élections de 1984. Le BJP réalise ce score en s'emparant de l'ensemble des sièges notamment du Gujarat et du Rajasthan et en faisant une percée en Uttar Pradesh, passant de 10 à 71 sièges. La NDA gagne en tout 336 sièges, soit près de 62 % des sièges de la Lok Sabha.
Le Congrès sortant est très sévèrement défait : avec seulement 44 sièges (au lieu de 206 en 2009), il réalise le pire score de son histoire. En Uttar Pradesh, le Congrès ne conserve que deux sièges : ceux de Sonia et Rahul Gandhi. L'UPA passe de 262 à 59 sièges.
Le Front de gauche recule également et ne gagne que 10 sièges. Il recule notamment au Bengale-Occidental où le Trinamool Congress s'empare de 34 sièges et devient le quatrième parti à la Lok Sabha. Le troisième parti est l'AIADMK qui remporte 37 des 39 sièges du Tamil Nadu. 
En Uttar Pradesh, l'État le plus peuplé, les deux partis régionaux reculent fortement face au BJP : le Samajwadi Party, au pouvoir dans l'État, passe de 23 à 5 sièges alors que le Bahujan Samaj Party (parti des basses castes et des Dalits) perd tous ses sièges. Au Bihar, le Janata Dal (United) au pouvoir ne remporte que deux sièges ce qui pousse le ministre en chef à démissionner. En Andhra Pradesh, la région du Telangana qui doit devenir un nouvel État le 2 juin 2014 est remporté par le Telangana Rashtra Samithi, un parti qui militait pour la création du nouvel État. Le reste de l'État voit la victoire du Telugu Desam Party allié au BJP, alors que le Congrès, qui a autorisé la création du Télangana, perd tous ses sièges.
Enfin, le parti anti-corruption Aam Aadmi Party ne réussit à remporter que quatre sièges, tous au Pendjab.

### Résultats nationaux

Répartition des sièges de la XVIe Lok Sabha :
Front de gauche (10) :
CPI(M) (9)
CPI (1)
UPA (59) :
Congrès (44)
NCP (6)
Autres UPA (9)
Autres (138) :
AIADMK (37)
AITC (34)
BJD (20)
TRS (11)
YSRC (9)
SP (5)
AAP (4)
Autres (18)
NDA (336) :
BJP (282)
Shiv Sena (18)
TDP (16)
Autres NDA (19)

Résultats en voix par coalition.

| Partis ou coalitions                        | Partis ou coalitions                        | Votes       | %      | Sièges |
| ------------------------------------------- | ------------------------------------------- | ----------- | ------ | ------ |
|                                             | Alliance démocratique nationale (NDA)       |             | 38,9 % | 336    |
| Bharatiya Janata Party                      | Bharatiya Janata Party                      | 171 657 549 | 31,0 % | 282    |
| Shiv Sena                                   | Shiv Sena                                   | 10 262 982  | 1,9 %  | 18     |
| Telugu Desam Party                          | Telugu Desam Party                          | 14 094 545  | 2,5 %  | 16     |
| Lok Jan Shakti Party                        | Lok Jan Shakti Party                        | 2 295 929   | 0,4 %  | 6      |
| Shiromani Akali Dal                         | Shiromani Akali Dal                         | 3 636 148   | 0,7 %  | 4      |
| Rashtriya Lok Samata Party                  | Rashtriya Lok Samata Party                  | 1 078 473   | 0,2 %  | 3      |
| Apna Dal                                    | Apna Dal                                    | 821 820     | 0,1 %  | 2      |
| Pattali Makkal Katchi                       | Pattali Makkal Katchi                       | 1 827 566   | 0,3 %  | 1      |
| Swabhimani Paksha                           | Swabhimani Paksha                           | 1 105 073   | 0,2 %  | 1      |
| Naga People's Front                         | Naga People's Front                         | 994 505     | 0,2 %  | 1      |
| All India N.R. Congress                     | All India N.R. Congress                     | 255 826     | <0,1 % | 1      |
| National People's Party                     | National People's Party                     | 239 301     | <0,1 % | 1      |
|                                             |                                             |             |        |        |
|                                             | Alliance progressiste unie (UPA)            |             | 23,5 % | 59     |
| Congrès national indien                     | Congrès national indien                     | 106 938 242 | 19,3 % | 44     |
| Parti du congrès nationaliste               | Parti du congrès nationaliste               | 8 635 554   | 1,6 %  | 6      |
| Rashtriya Janata Dal                        | Rashtriya Janata Dal                        | 7 442 313   | 1,3 %  | 4      |
| Jharkhand Mukti Morcha                      | Jharkhand Mukti Morcha                      | 1 637 990   | 0,3 %  | 2      |
| Indian Union Muslim League                  | Indian Union Muslim League                  | 1 100 096   | 0,2 %  | 2      |
| Kerala Congress (M)                         | Kerala Congress (M)                         | 424 194     | <0,1 % | 1      |
|                                             |                                             |             |        |        |
|                                             | Front de gauche                             |             | 4,0 %  | 10     |
| Parti communiste d'Inde (marxiste)          | Parti communiste d'Inde (marxiste)          | 17 986 773  | 3,2 %  | 9      |
| Parti communiste d'Inde                     | Parti communiste d'Inde                     | 4 327 298   | 0,8 %  | 1      |
|                                             |                                             |             |        |        |
|                                             | Autres                                      |             | 32,5 % | 138    |
| All India Anna Dravida Munnetra Kazhagam    | All India Anna Dravida Munnetra Kazhagam    | 18 115 825  | 3,3 %  | 37     |
| All India Trinamool Congress                | All India Trinamool Congress                | 21 259 681  | 3,8 %  | 34     |
| Biju Janata Dal                             | Biju Janata Dal                             | 9 491 497   | 1,7 %  | 20     |
| Telangana Rashtra Samithi                   | Telangana Rashtra Samithi                   | 6 736 490   | 1,2 %  | 11     |
| Yuvajana Sramika Rythu Congress Party       | Yuvajana Sramika Rythu Congress Party       | 13 991 280  | 2,5 %  | 9      |
| Samajwadi Party                             | Samajwadi Party                             | 18 672 916  | 3,4 %  | 5      |
| Aam Aadmi Party                             | Aam Aadmi Party                             | 11 325 635  | 2,0 %  | 4      |
| All India United Democratic Front           | All India United Democratic Front           | 2 333 040   | 0,4 %  | 3      |
| Jammu and Kashmir People's Democratic Party | Jammu and Kashmir People's Democratic Party | 732 644     | 0,1 %  | 3      |
| Janata Dal (United)                         | Janata Dal (United)                         | 5 992 196   | 1,1 %  | 2      |
| Janata Dal (Secular)                        | Janata Dal (Secular)                        | 3 731 481   | 0,7 %  | 2      |
| Indian National Lok Dal                     | Indian National Lok Dal                     | 2 799 899   | 0,5 %  | 2      |
| Revolutionary Socialist Party               | Revolutionary Socialist Party               | 1 666 380   | 0,3 %  | 1      |
| All India Majlis-e-Ittehadul Muslimeen      | All India Majlis-e-Ittehadul Muslimeen      | 685 729     | 0,1 %  | 1      |
| Sikkim Democratic Front                     | Sikkim Democratic Front                     | 163 698     | <0,1 % | 1      |
| Indépendants                                | Indépendants                                | 16 743 719  | 3,0 %  | 3      |
| Bahujan Samaj Party                         | Bahujan Samaj Party                         | 22 946 182  | 4,1 %  | 0      |
| Dravida Munnetra Kazhagam                   | Dravida Munnetra Kazhagam                   | 9 636 430   | 1,7 %  | 0      |
| Autres partis                               | Autres partis                               |             |        | 0      |
|                                             |                                             |             |        |        |
|                                             | None of the above                           | 6 000 197   | 1,1 %  | -      |
|                                             |                                             |             |        |        |
| Total                                       | Total                                       |             |        | 543    |

### Résultats par États

Carte des résultats par circonscription.

| État                  | Sièges | Gauche         | UPA                 | NDA                       | Autres                |
| --------------------- | ------ | -------------- | ------------------- | ------------------------- | --------------------- |
| État                  | Sièges |                |                     |                           |                       |
| Andaman-et-Nicobar    | 1      |                |                     | BJP 1                     |                       |
| Andhra Pradesh        | 25     |                |                     | TDP 15 BJP 2              | YSRC 8                |
| Arunachal Pradesh     | 2      |                | INC 1               | BJP 1                     |                       |
| Assam                 | 14     |                | INC 3               | BJP 7                     | AIUDF 3 Ind. 1        |
| Bengale-Occidental    | 42     | CPI(M) 2       | INC 4               | BJP 2                     | AITC 34               |
| Bihar                 | 40     |                | RJD 4 INC 2 NCP 1   | BJP 22 LJP 6 RLSP 3       | JD(U) 2               |
| Chandigarh            | 1      |                |                     | BJP 1                     |                       |
| Chhattisgarh          | 11     |                | INC 1               | BJP 10                    |                       |
| Dadra et Nagar Haveli | 1      |                |                     | BJP 1                     |                       |
| Daman et Diu          | 1      |                |                     | BJP 1                     |                       |
| Delhi                 | 7      |                |                     | BJP 7                     |                       |
| Goa                   | 2      |                |                     | BJP 2                     |                       |
| Gujarat               | 26     |                |                     | BJP 26                    |                       |
| Haryana               | 10     |                | INC 1               | BJP 7                     | INLD 2                |
| Himachal Pradesh      | 4      |                |                     | BJP 4                     |                       |
| Jammu-et-Cachemire    | 6      |                |                     | BJP 3                     | JKPDP 3               |
| Jharkhand             | 14     |                | JMM 2               | BJP 12                    |                       |
| Karnataka             | 28     |                | INC 9               | BJP 17                    | JD(S) 2               |
| Kerala                | 20     | CPI(M) 5 CPI 1 | INC 8 IUML 2 KECM 1 |                           | Ind. 2 RSP 1          |
| Lakshadweep           | 1      |                | NCP 1               |                           |                       |
| Madhya Pradesh        | 29     |                | INC 2               | BJP 27                    |                       |
| Maharashtra           | 48     |                | NCP 4 INC 2         | BJP 23 Shiv Sena 18 SWP 1 |                       |
| Manipur               | 2      |                | INC 2               |                           |                       |
| Meghalaya             | 2      |                | INC 2               |                           |                       |
| Mizoram               | 1      |                | INC 1               |                           |                       |
| Nagaland              | 1      |                |                     | NPP 1                     |                       |
| Odisha                | 21     |                |                     | BJP 1                     | BJD 20                |
| Pendjab               | 13     |                | INC 3               | SAD 4 BJP 2               | AAP 4                 |
| Puducherry            | 1      |                |                     | AINRC 1                   |                       |
| Rajasthan             | 25     |                |                     | BJP 25                    |                       |
| Sikkim                | 1      |                |                     |                           | SDF 1                 |
| Tamil Nadu            | 39     |                |                     | BJP 1 PMK 1               | AIADMK 37             |
| Telangana             | 17     |                | INC 2               | TDP 1 BJP 1               | TRS 11 YSRC 1 AIMIM 1 |
| Tripura               | 2      | CPI(M) 2       |                     |                           |                       |
| Uttarakhand           | 5      |                |                     | BJP 5                     |                       |
| Uttar Pradesh         | 80     |                | INC 2               | BJP 71 AD 2               | SP 5                  |

## Formation du gouvernement
Le 17 mai 2014, au lendemain de l'annonce des résultats, le Premier ministre Manmohan Singh préside une dernière réunion du cabinet sortant avant de porter sa démission au président Pranab Mukherjee. Dans un dernier discours télévisé après dix ans à la tête du gouvernement, il déclare que l'Inde est « bien plus forte » qu'au début de son mandat et souhaite au nouveau gouvernement « tout succès ». Le 18 mai, le président dissout la XVe Lok Sabha — une formalité constitutionnelle — et reçoit le 18 mai les résultats officiels des élections transmis par la Commission électorale.
Dans le même temps, Narendra Modi, après s'être rendu à Varanasi pour une cérémonie religieuse, réside à Delhi où il conduit des consultations avec les principaux responsables politiques du Bharatiya Janata Party en vue de la formation du gouvernement,. Le 20 mai 2014, le groupe parlementaire du BJP et les élus de la NDA le désignent comme leader et il se rend ensuite à Rashtrapati Bhavan où le président le nomme Premier ministre de l'Inde et le charge de former un nouveau gouvernement. La cérémonie de prestation de serment du nouveau gouvernement a lieu le 26 mai 2014.